# 8e régiment du Maryland
Pour les articles homonymes, voir 8e régiment.
Le 8e régiment du Maryland (également connu sous le nom de "bataillon allemand" (German Battalion) , "régiment allemand" (German Regiment) ou "8e Maryland" (8th Maryland)) était une formation d'infanterie de l'armée continentale pendant la guerre d'Indépendance américaine. Autorisé en mai 1776 en tant que régiment continental supplémentaire, le bataillon recrutait des Allemands du Maryland et de Pennsylvanie.
Le Congrès continental nomme Nicholas Haussegger au commandement du bataillon, qui se compose initialement de huit compagnies. Pendant que l'unité se rassemblait à Philadelphie, une neuvième compagnie fut ajoutée. Elle combattit à Trenton en décembre 1776, où ses hommes appelèrent en allemand les Hessois à déposer les armes.
Une semaine plus tard, le bataillon allemand se bat à Assunpink Creek, où plusieurs de ses troupes sont capturées, dont Haussegger. Le lendemain, l'unité se bat à Princeton. Après la défection de Haussegger au profit des Britanniques, George Washington nomme le volontaire prussien Henry Leonard d'Arendt (en) au commandement du bataillon. Le bataillon a servi avec la 1re brigade de Virginie à Brandywine et Germantown en septembre et octobre 1777. Au mois de juin suivant, le bataillon allemand combattit à Monmouth. À la fin de l'année 1778, l'unité fut affectée à la brigade d'Edward Hand et participa à l'expédition Sullivan durant l'été 1779. Le bataillon est transféré à la brigade du New Jersey (en) (New Jersey Line) avant d'être dissous en janvier 1781.

## L'histoire

### La formation
Incapable de recruter un nombre suffisant de soldats pour mettre fin à la Révolution américaine, le gouvernement britannique engagea des mercenaires originaires de Hesse-Kassel, de Brunswick et de quatre autres États allemands. Cette politique exaspéra les Américains et les propagandistes coloniaux saisirent l'occasion. Sous l'impulsion de la controverse, le Congrès continental décide de lever une unité composée d'Américains d'origine allemande. Ce que l'on a appelé le "Bataillon allemand" a été autorisé le 25 mai 1776 en tant que régiment extra-continental. La Pennsylvanie et le Maryland lèvent chacun quatre compagnies à partir de leurs populations d'origine allemande. Le Congrès nomme des officiers de terrain parmi les personnalités de la communauté allemande. Le major Nicholas Haussegger, du 4e bataillon de Pennsylvanie, est nommé colonel à la tête du bataillon. Le capitaine George Stricker, du Maryland, est promu lieutenant-colonel et Ludowick Weltner, du Maryland, est élevé au rang de major. Le 17 juillet, la neuvième compagnie est recrutée parmi les Pennsylvaniens à l'instigation de George Washington afin d'employer le lieutenant John David Woelper du 3e bataillon de Pennsylvanie, vétéran de la guerre de France et des Indes.

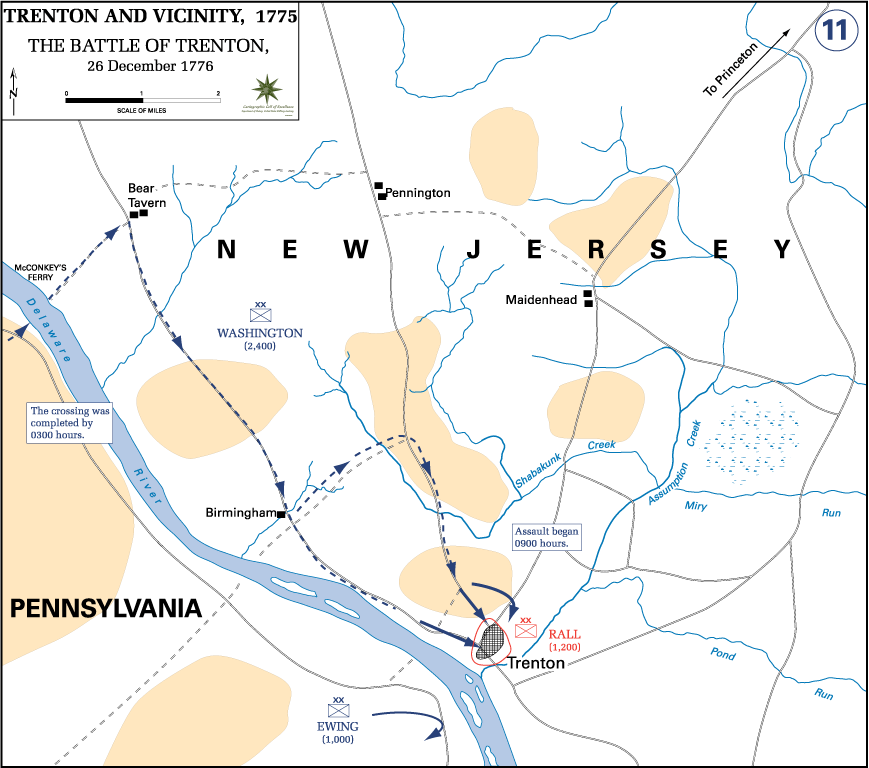
La carte montre la bataille de Trenton le 26 décembre 1776. Le bataillon allemand marche avec la colonne est.

Le bataillon allemand a été affecté au Middle Department le 27 juin 1776. L'unité s'organise à Philadelphie, en Pennsylvanie, entre le 6 juillet et le 25 septembre et est affectée à l'armée principale le 23 septembre. Les cinq compagnies de Pennsylvanie venaient de l'est de l'État. Les comtés de Frederick et de Baltimore, dans le Maryland, fournirent chacun deux compagnies. Vétéran suisse bernois de la guerre française et indienne, Haussegger s'installa à Lebanon, en Pennsylvanie et fut promu le 17 juillet 1776. Comme il servait dans le nord, il apprit sa promotion en août et n'arriva à Philadelphie qu'en octobre.
Un rapport d'effectifs du 22 décembre 1776 montre que le bataillon a rassemblé 374 soldats sous le commandement de Haussegger. Avec le 1er régiment continental d'Edward Hand, composé de 254 hommes, le bataillon servit dans la brigade de Matthias Alexis Roche de Fermoy (en) et participa à la bataille de Trenton le 26 décembre. La brigade de Fermoy marchait avec la colonne de gauche, accompagnée de George Washington. Lorsque la colonne se déploya pour la bataille, la brigade de Hugh Mercer était à droite, les brigades d'Adam Stephen et de Lord Stirling (en) au centre et la brigade de Fermoy à gauche. Au début du combat, Washington déplaça la brigade de Fermoy vers l'est pour empêcher les défenseurs hessois de battre en retraite vers le nord en direction de Princeton, dans le New Jersey. Lorsque le commandant hessois Johann Gottlieb Rall tente une percée au nord, du côté est de la ville, Washington déplace la brigade de Fermoy plus à l'est pour déborder Rall. Vers la fin de la bataille, les hommes de Haussegger crient en allemand aux Hessois de déposer leurs armes et de se rendre. Rall et de nombreux officiers supérieurs ayant été blessés, les Hessois capitulent rapidement.
À l'aube du jour de l'An 1777, une brigade américaine renforcée prend position derrière un ruisseau à 10 km au sud de Princeton, dans le New Jersey, prête à bloquer l'avancée des forces de Lord Charles Cornwallis. Parmi les 1 000 Américains se trouvaient les fusiliers de Hand, désormais appelés 1er régiment de Pennsylvanie, la brigade de Virginie de Charles Scott, le bataillon allemand et six pièces d'artillerie sous les ordres de Thomas Forrest (en). Au cours de la matinée, les Américains repoussent le 1er bataillon d'infanterie légère et deux compagnies de Jägers hessois. Il fallut engager les grenadiers britanniques et hessois avant que les Américains ne se retirent. Les Britanniques subissent la plupart des 140 pertes subies au cours de l'action. Le bataillon allemand fait état de 410 officiers et hommes présents pour le service ce jour-là.
Le lendemain, Cornwallis déclenche la bataille d'Assunpink Creek en lançant une offensive majeure avec 8 000 soldats et 28 canons. L'alcoolique Fermoy abandonne ses troupes, laissant le compétent Hand aux commandes. Un affrontement a lieu à Little Shabbakunk Creek, où Cornwallis est contraint de débrider son artillerie. Dès que la pression britannique devient trop forte, Hand fait reculer ses hommes jusqu'à une deuxième position de blocage. Plus tard, ils se replient sur une troisième position à Stockton Hollow, à l'extérieur de Trenton. À la tombée de la nuit, la supériorité numérique des Britanniques contraint les troupes de Hand à une retraite précipitée à travers la ville. Au cours de la retraite, les Britanniques capturèrent Haussegger et certains de ses hommes près des gués inférieurs d'Assunpink Creek (en). Mark M. Boatner III (en) écrivit que l'unité s'était " déshonorée ". Ce soir-là, des colonnes de Britanniques et de Hessois tentèrent de prendre d'assaut le pont et les gués inférieurs, mais furent stoppés au prix de lourdes pertes.Washington posta le bataillon allemand sur le pont en deuxième ligne, derrière les troupes de Scott. Le lendemain, 3 janvier, le bataillon était présent à la bataille de Princeton.

### De la guerre des fourrages à Valley Forge

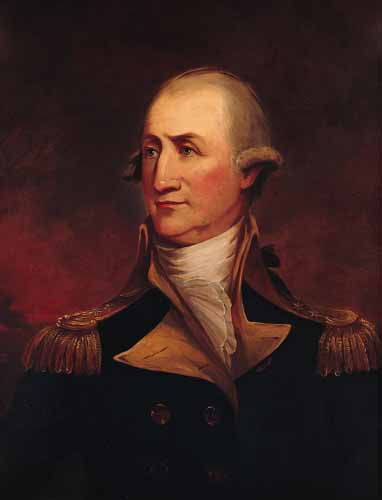
Peter Muhlenberg dirige la 1re brigade de Virginie.

De nombreux Américains se méfient de la capture de Haussegger. Il est considéré comme ayant fait défection aux Britanniques et n'est pas employé par l'armée américaine après avoir été renvoyé chez lui sur parole. Le 19 mars 1777, il fut rayé des listes. Le colonel Henry Leonard d'Arendt (en) fut nommé à la tête du régiment à la même date. Sous le commandement du lieutenant-colonel Stricker, le bataillon participa à la bataille de Spanktown le 23 février 1777 pendant la guerre des fourrages. Au cours d'une action brillante, les Américains infligèrent 75 pertes aux Britanniques tout en ne perdant que cinq tués et neuf blessés. À cette époque, le bataillon allemand perdit son statut de régiment supplémentaire et fut comptabilisé comme faisant partie de deux établissements d'État. La moitié de l'unité est créditée à la ligne du Maryland (Maryland Line) tandis que l'autre moitié fait partie de la ligne de Pennsylvanie (Pennsylvania Line). Lorsque Washington commence à lever des régiments continentaux supplémentaires, il s'abstient d'en lever dans le Maryland en raison de la responsabilité de cet État à l'égard du bataillon allemand.
Weltner devient lieutenant-colonel le 29 avril 1777, en remplacement de Stricker. Le 9 avril, deux majors supplémentaires furent ajoutés, Daniel Burchardt et George Hubley rejoignant William Klein dans ce grade. Le 22 mai 1777, Washington affecta le bataillon allemand à la 2e brigade du Maryland, puis changea rapidement d'avis et le réaffecta à la 1re brigade de Virginie deux jours plus tard. L'unité restera dans la même brigade jusqu'à l'été 1778. Le brigadier général Peter Muhlenberg est le commandant de la brigade, qui comprend également les 1er, 5e, 9e et 13e régiments de Virginie. Le 8e régiment de Virginie de Muhlenberg est également connu sous le nom de régiment allemand.
Lors de la bataille de Brandywine le 11 septembre 1777, la brigade de Muhlenberg fit partie de la division de Nathanael Greene près de Chadds Ford (en). Après que la lourde colonne de Sir William Howe eut atteint une position à l'arrière droit américain, Washington envoya les divisions de John Sullivan, Stephen et Lord Stirling pour bloquer la poussée. Après de violents combats, Howe réussit à percer, menaçant de couper la retraite américaine. Dans la crise, Washington envoya la division Greene sur la droite. La brigade de George Weedon (en) marcha vers l'est, puis vers le nord pour arriver près de Dilworth vers 18 heures. Pour accélérer le mouvement, la brigade de Muhlenberg reçut l'ordre de prendre un autre itinéraire. Au sud de Dilworth, le 2e bataillon de grenadiers se heurta à la brigade de Weedon et à d'autres troupes, et son commandant Henry Monckton dut demander de l'aide. La 4e Brigade britannique de James Agnew arriva et l'une de ses unités, le 64e régiment d'infanterie (64(th) Foot), fut rudement malmenée. La division de Greene battit finalement en retraite dans la nuit.
La brigade de Muhlenberg participe à la bataille de Germantown le 4 octobre 1777. Avec la brigade Weedon, elle formait la division de Greene, forte de 1 500 hommes. Greene commandait l'aile gauche, qui comprenait sa propre division, la division de 1 500 hommes de Stephen et la Brigade du Connecticut de 1 000 hommes d'Alexander McDougall. Bien que les autres régiments de la brigade soient énumérés, le bataillon allemand n'est pas mentionné. La division de Stephen avançait sur la droite, celle de Greene au centre et McDougall sur la gauche. Une partie de la brigade de Muhlenberg pénétra jusqu'à la Maison du Marché (Market House). Mais, rattrapé par les unités britanniques convergentes, le 9e Régiment de Virginie est encerclé et capturé. Francis B. Heitman montre le 6e Régiment de Virginie dans la brigade de Muhlenberg à Valley Forge, avec le Bataillon allemand et les unités précédemment citées. Le lieutenant-colonel Weltner et le major Burchardt sont cités comme officiers de terrain.

### Démantèlement de Monmouth

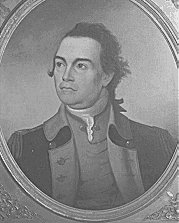
John Sullivan

Lors de la bataille de Monmouth, le 28 juin 1778, Weltner commandait le bataillon allemand. À cette époque, les régiments de Virginie de Muhlenberg sont tellement réduits que les 1er, 5e et 9e régiment de Virginie convergent en une seule entité tactique. Les 1er et 2e régiment de l'État de Virginie servent également dans la brigade. La brigade comptait 1 026 officiers et hommes, mais après les détachements, il ne restait plus que 66 officiers et 655 hommes. Les autres furent répartis dans divers détachements d'infanterie légère de l'avant-garde. La brigade arriva sur le terrain après 18 heures et ne fut pas engagée. Le 22 juillet, le bataillon fut transféré à la 2e Brigade du Maryland. L'unité fut réaffectée à la brigade d'Edward Hand le 24 novembre 1778. Klein servit en tant que lieutenant-colonel du 3 septembre 1778 au 21 juin 1779, bien que Weltner ait eu le même rang. Le service de Hubley en tant que major prit fin le 7 février 1779 et celui de Burchardt le 2 juillet 1779.
Le bataillon allemand participe à l'expédition Sullivan contre les Iroquois en 1779. Le journal d'Henry Dearborn répertorie le " régiment allemand " sous Weltner dans la brigade Hand, avec le 11e régiment de Pennsylvanie du lieutenant-colonel Adam Hubley et des compagnies indépendantes dirigées par les capitaines John Paul Schott et Simon Spaulding. Cependant, l'ordre de bataille de Boatner pour l'expédition de 2 500 hommes ne mentionne que les 11e et 4e régiment de Pennsylvanie dans la brigade de Hand. Le 8 octobre 1779, le bataillon allemand est détaché de la brigade de Hand. L'unité est transférée à la brigade du New Jersey le 16 septembre 1780. Le bataillon est dissous à Morristown (New Jersey) et à Baltimore (Maryland) le 1er janvier 1781. À cette date, D'Arendt est toujours colonel et Weltner lieutenant-colonel.

## Enregistrement de service
| Désignation        | Date'             | Brigade'.    | Département      |
| Bataillon Allemand | 25 mai 1776       | aucun        | aucun            |
| Bataillon allemand | 27 juin 1776      | aucun        | moyen            |
| Bataillon allemand | 23 septembre 1776 | aucun        | Armée principale |
| Bataillon allemand | 22 mai 1777       | 2e Maryland  | Armée principale |
| Bataillon allemand | 24 mai 1777       | 1re Virginie | Armée principale |
| Bataillon allemand | 22 juillet 1778   | 2e Maryland  | Armée principale |
| Bataillon allemand | 24 novembre 1778  | Hand         | Armée principale |
| Bataillon allemand | 8 octobre 1779    | aucun        | Armée principale |
| Bataillon allemand | 16 septembre 1780 | New Jersey   | Armée principale |
| Bataillon allemand | 1er janvier 1781  | New Jersey   | dissous          |